# سارورنیتولستس
سارورنیتولستس(نام علمی: Saurornitholestes) نام یک گونه از تیره دونده‌خزندگان است.